# Armorica (Bretagne)

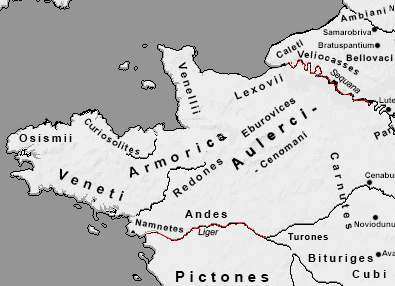
Ligging van Armorica.De Seine en Loire zijn rood gemarkeerd.

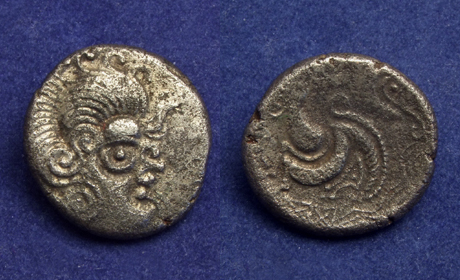
Gallië, Armorica, biljoen stater

Armorica is de naam die Bretagne in de oudheid had. De naam is van Keltische oorsprong (ar mor = de zee).
Julius Caesar overwon tijdens de Gallische Oorlog de Keltische stammen van Armorica. Tegen de zeevarende stam der Veneti moest hij een eigen oorlogsvloot mobiliseren. De Romeinen wonnen de zeeslag.
Waarschijnlijk werd het gebied in de erop volgende eeuwen grondig geromaniseerd. In de 5e eeuw n.Chr. kreeg echter door de immigratie van Romano-Britten uit Britannia, die voor de Angelsaksen op de vlucht waren, een Keltische taal weer de overhand. Sindsdien staat het gebied bekend onder de naam Bretagne (Breiz in het Bretons).
De Romano-Britten drongen verder op, tot aan Berry. In 448 verbonden zij zich met de tegen het Romeinse Rijk in opstand gekomen Bagaudae. Aetius, de bevelhebber van het Romeinse leger in Gallië, was gedwongen de hulp in te roepen van de Alanen, onder hun koning Goar. De Bretons werden teruggeslagen, en tot over de rivier de Vilaine teruggedreven. Lange tijd bleef deze rivier daarna de grens van hun gebied.

## Trivia
Het dorp van de stripfiguur Asterix ligt in Armorica.